# Aharon de Karlin
El rabí Aharon de Karlin, fou conegut entre els jasidim com el rabí Aharon el Gran, va ser un rabí que va néixer el 1736 i va morir el 1772. El rabí Aharon va ser un dels primers grans rabins de la dinastia jasídica de Karlin-Stolin. El rabí Aharon va ajudar a la ràpida difusió del hassidisme a Europa oriental, i va ser conegut pels seus sermons. El rabí va morir un any abans que el seu mestre, el gran rabí Dov Ber Ben Avraham. El rabí Aharon va ser succeït pel seu deixeble, el rabí Shlomo de Karlin. Les obres del rabí Aharon van ser impreses pel seu net, el rabí Aharon Ben Asher de Karlin.